# Xã Park, Quận St. Joseph, Michigan
Xã Park (tiếng Anh: Park Township) là một xã thuộc quận St. Joseph, tiểu bang Michigan, Hoa Kỳ. Năm 2010, dân số của xã này là 2.600 người.